# Kuopio län
Kuopio län (fi. Kuopion lääni) var under perioden 1831 till 1997 ett finskt län, med Kuopio som residensstad. Länet grundades 1831 av Savolax och Karelens län efter att södra delarna av det län förenades till S:t Michels län. 1 mars 1960 avskildes Norra Karelens län, samtidigt lades Hankasalmi och Konnevesi till Mellersta Finlands län. Efter det sammanföll Kuopio läns område med landskapet Norra Savolax. I samband med länsreformen 1997 blev det en del av Östra Finlands län den 1 september 1997.
|  |  |  |  |  |

## Kommuner 1997
| - Idensalmi - Juankoski - Kaavi - Karttula - Keitele - Kiuruvesi | - Kuopio - Lapinlax - Leppävirta - Maninga - Nilsiä - Pielavesi | - Rautalampi - Rautavaara - Siilinjärvi - Sonkajärvi - Suonenjoki - Tervo | - Tuusniemi - Varkaus - Varpaisjärvi - Vehmersalmi - Vesanto - Vieremä |

### Tidigare kommuner
- Idensalmi landskommun
- Kuopio landskommun
- Muuruvesi
- Pielisensuu
- Pälkjärvi
- Riistavesi
- Säyneis

## Landshövdingar
- Lars Sacklén 1831–1833
- Gustaf Adolf Ramsay 1833–1854
- Berndt Federley 1854–1855
- Knut Furuhjelm 1855–1862
- Samuel Henrik Antell 1862–1866
- Johan August von Essen 1866–1873
- Carl Gustav Mortimer von Kræmer 1873–1884
- August Alexander Järnefelt 1884–1888
- Johan Fredrik Gustaf Aminoff 1888–1899
- Henrik Willehard Åkerman 1899–1900
- Edvard Gabriel Krogius 1900–1903
- Marttl Alexius Bergh 1903–1905
- Emil Wilhelm Stenius 1905–1911
- Werner Nikolaus Tawaststjerna 1911–1913
- Arthur Robert Gustaf Spåre 1913–1917
- Albert Alexander von Hellens 1917–1918
- Gustaf Ingnatius 1918–1940
- Pekka Ville Heikkinen 1940–1950
- Lauri Riikonen 1950–1960
- Erkki O. Mantere 1960–1966
- Risto Hölttä 1966–1978
- Kauko Hjerppe 1978–1993
- Olavi Martikainen 1993–1997